# Судная ночь (телесериал)
«Судная ночь» (англ. The Purge) — американский телесериал, телевизионная адаптация одноимённого фильма Судная ночь. Премьера сериала состоялась 4 сентября 2018 года на кабельном канале USA Network. Первый сезон состоит из 10 серий. 23 августа канал USA Network объявил, что премьера второго сезона состоится 15 октября 2019 года.  В мае 2020 года канал USA Network объявил, что сериал закрыт после второго сезона.

## Сюжет
Чтобы сократить уровень преступности, власти США ввели традицию Судной ночи. Раз в году на 12 часов разрешены любые преступления, которые не будут караться законом на следующий день. В центре истории — группа жителей американского городка, чьи судьбы рано или поздно пересекутся в одну из таких страшных ночей.

## В ролях

### Сезон 1

#### Основной состав
- Гэбриел Чаварриа — Мигель Герреро
- Джессика Гарза — Пенелопа Герреро
- Аманда Уоррен — Джейн Барбо
- Колин Вуделл — Рик Бетанкур
- Ханна Эмили Андерсон — Дженна Бетанкур
- Лили Симмонс — Лила Стэнтон
- Ли Тергесен — Джо Оуенс

#### Второстепенный состав
- Доминик Фумуса — Коп Пит
- Уильям Болдуин — Дэвид Райкер
- Фиона Дуриф — Лидер духовного движения
- Рид Даймонд — Альберт Стэнтон
- Андреа Франкл — Эдди Стэнтон
- Паулина Гальвес — Каталина
- Адам Стефенсон —  Марк Кентофф
- Джессика Мизел — Элисон
- Алишия Окс — Аня
- Дилан Арнольд — Генри Будро
- Кристофер Берри — Рекс
- Дэйн Родс — Камануч Каскон
- Эллисон Кинг — Айлин
- Гаррет Критхоф — Кик Чарли
- Келли Мурта — Пейдж
- Стив Култер — Джон Оуэнс
- АзМари Ливингстон — Брака
- Денин Тайлер — Лоррейн Барбур
- Джо Крест — Росс Бейлз

### Сезон 2

#### Основной состав
- Дерек Люк — Маркус Мур
- Макс Мартини — Райан Грант
- Паола Нуньес — Эсме Кармона
- Джоэл Аллен — Бен Гарднер

#### Второстепенный состав
- Рошелль Эйтс — Мишель Мур
- Дензел Уитакер — Даррен Мур
- Коннор Триннир — Кёртис
- Шарлотта Швайгер — Вивиен Росс
- Джонатан Медина — Томми Ортиз
- Шелл Рамос — Сара Уильямс
- Джарен Митчелл — Даг Варгас
- Кристин Данфорд — Андреа Зив
- Даника Ярош — Келен Стюарт
- Мэтт Шайвли — Тёрнер
- Лоуренс Као — Энди Тран
- Джей Али — Сэм Такер
- Рэйчел Дж. Уиттл — Эйприл Такер
- Дэвид Мальдонадо — Клинт
- Девин А. Тайлер — Тоня
- Авис-Мари Барнс — Дрю Адамс
- Джеральдин Сингер — Элис Грант

#### Гостевая роль
- Итан Хоук — Джеймс Сэндин (главный герой фильма Судная ночь)

## Обзор сезонов
| Сезон | Сезон | Эпизоды | Дата показа     | Дата показа     |
| Сезон | Сезон | Эпизоды | Премьера        | Финал           |
| ----- | ----- | ------- | --------------- | --------------- |
|       | 1     | 10      | 4 сентября 2018 | 6 ноября 2018   |
|       | 2     | 10      | 15 октября 2019 | 17 декабря 2019 |

## Эпизоды

### Сезон 1 (2018)
| № общий | № в сезоне | Название                                            | Режиссёр           | Автор сценария                                                            | Дата премьеры    | Произв. код | Зрители в США (млн) |
| ------- | ---------- | --------------------------------------------------- | ------------------ | ------------------------------------------------------------------------- | ---------------- | ----------- | ------------------- |
| 1       | 1          | «Что есть Америка?» «What Is America?»              | Энтони Хемингуэй   | Джеймс ДеМонако                                                           | 4 сентября 2018  | 101         | 1,39                |
| 2       | 2          | «Возьми своё» «Take What's Yours»                   | Энтони Хемингуэй   | Томас Келли                                                               | 11 сентября 2018 | 102         | 1,27                |
| 3       | 3          | «Жажда расправы» «The Urge to Purge»                | Дэвид фон Анкен    | Мик Бетанкорт                                                             | 18 сентября 2018 | 103         | 1,13                |
| 4       | 4          | «Освободи зверя» «Release the Beast»                | Кларк Джонсон      | Кристал Хотон Зив                                                         | 25 сентября 2018 | 104         | 1,13                |
| 5       | 5          | «Восстаньте» «Rise Up»                              | Джулиус Рамсей     | Джейми Чан                                                                | 2 октября 2018   | 105         | 0,93                |
| 6       | 6          | «Забытые» «The Forgotten»                           | Нина Лопес-Коррадо | Джереми Роббинс                                                           | 9 октября 2018   | 106         | 1,01                |
| 7       | 7          | «Милые, сумрачные, глубокие» «Lovely Dark and Deep» | Тара Николь Вейр   | История: Джеймс ДеМонако Телеадаптация: Мик Бетанкорт и Кристал Хотон Зив | 16 октября 2018  | 107         | 1,03                |
| 8       | 8          | «Время отбытия» «The Giving Time is Here»           | Майкл Нанкин       | Томас Келли                                                               | 23 октября 2018  | 108         | 0,93                |
| 9       | 9          | «Я приму участие» «I Will Participate»              | Эрнест Дикерсон    | Ник Снайдер                                                               | 30 октября 2018  | 109         | 0,92                |
| 10      | 10         | «Перерождённая нация» «A Nation Reborn»             | Эрнест Дикерсон    | История: Джеймс ДеМонако Телеадаптация: Ник Снайдер и Джереми Роббинс     | 6 ноября 2018    | 110         | 0,99                |

### Сезон 2 (2019)
| № общий | № в сезоне | Название                                                | Режиссёр         | Автор сценария                    | Дата премьеры   | Произв. код | Зрители в США (млн) |
| ------- | ---------- | ------------------------------------------------------- | ---------------- | --------------------------------- | --------------- | ----------- | ------------------- |
| 11      | 1          | «Это не тест» «This Is Not a Test»                      | Тим Эндрю        | Кристал Хотон Зив                 | 15 октября 2019 | 201         | 0,61                |
| 12      | 2          | «Всё хорошо» «Everything is Fine»                       | Джессика Лоури   | Джеймс Роланд                     | 22 октября 2019 | 202         | 0,58                |
| 13      | 3          | «Слепые пятна» «Blindspots»                             | Тара Николь Вейр | Джереми Роббинс                   | 29 октября 2019 | 203         | 0,58                |
| 14      | 4          | «Коробка скорби» «Grief Box»                            | Хайме Рейносо    | Деста Тедрос Рефф                 | 5 ноября 2019   | 204         | 0,55                |
| 15      | 5          | «Зеркальный лабиринт» «House of Mirrors»                | Кристоф Шреве    | Линдси Вилларриал                 | 12 ноября 2019  | 205         | 0,57                |
| 16      | 6          | «Хороших каникул!» «Happy Holidays»                     | Джен Макгоун     | Нина Фиоре и Джон Эррера          | 19 ноября 2019  | 206         | 0,55                |
| 17      | 7          | «Остаться мне или уйти?» «Should I Stay or Should I Go» | Даррен Грант     | Ник Циглер                        | 26 ноября 2019  | 207         | 0,49                |
| 18      | 8          | «Перед сиренами» «Before the Sirens»                    | Патрик Люссье    | Джеймс Роланд и Линдси Вилларриал | 3 декабря 2019  | 208         | 0,58                |
| 19      | 9          | «Отчаянная попытка» «Hail Mary»                         | Гиги Сол Герреро | Нина Фиоре и Джон Эррера          | 10 декабря 2019 | 209         | 0,60                |
| 20      | 10         | «7:01 утра» «7:01am»                                    | Тим Эндрю        | Кристал Хотон Зив и Ник Циглер    | 17 декабря 2019 | 209         | 0,50                |